# Welcome Reality
Welcome Reality je první album britské skupiny Nero. Toto konceptuální album bylo vydáno 12. srpna 2011 v Irsku pod vydavatelstvím MTA, 15. srpna ve zbytku světa kromě Austrálie a Nového Zélandu, kde bylo album vydáno až 19. srpna.

## Seznam skladeb
| Pořadí | Název               | Délka |
| ------ | ------------------- | ----- |
| 1.     | 2808                | 1:53  |
| 2.     | Doomsday            | 4:12  |
| 3.     | My Eyes             | 4:41  |
| 4.     | Guilt               | 4:43  |
| 5.     | Fugue State         | 3:35  |
| 6.     | Me and You          | 4:08  |
| 7.     | Innocence           | 5:08  |
| 8.     | In the Way          | 3:57  |
| 9.     | Scorpions           | 5:56  |
| 10.    | Crush on You        | 4:10  |
| 11.    | Must Be the Feeling | 4:03  |
| 12.    | Reaching Out        | 4:45  |
| 13.    | Promises            | 4:17  |
| 14.    | Departure           | 5:34  |

| Bonusová skladba pro Amazon.com a Spojené království | Bonusová skladba pro Amazon.com a Spojené království | Bonusová skladba pro Amazon.com a Spojené království |
| Pořadí                                               | Název                                                | Délka                                                |
| ---------------------------------------------------- | ---------------------------------------------------- | ---------------------------------------------------- |
| 15.                                                  | Innocence (Hesper Muze Remix)                        | 5:49                                                 |

| Bonusové skladby delux edice na iTunes | Bonusové skladby delux edice na iTunes | Bonusové skladby delux edice na iTunes |
| Pořadí                                 | Název                                  | Délka                                  |
| -------------------------------------- | -------------------------------------- | -------------------------------------- |
| 15.                                    | Angst                                  | 4:51                                   |
| 16.                                    | Welcome Reality VIP                    | 4:27                                   |
| 17.                                    | This Way (Album Version)               | 5:49                                   |
| 18.                                    | New Life                               | 4:33                                   |
| 19.                                    | Choices (Album Version)                | 6:14                                   |
| 20.                                    | Symphony 2808                          | 614                                    |
| 21.                                    | Symphony 2808 (Video)                  | 17:34                                  |